# Daniel Kubert
Daniel Sion Kubert (* 18. Oktober 1947 in Philadelphia; † 5. Januar 2010) war ein US-amerikanischer Mathematiker, der sich mit Algebraischer Zahlentheorie befasste.
Kubert besuchte die Central High School in Philadelphia und besuchte noch als Schüler Kurse an der University of Pennsylvania. Er erhielt seinen Bachelor-Abschluss an der Brown University und wurde 1973 an der Harvard University bei Barry Mazur promoviert (Universal Bounds on the Torsion and Isogenies of Elliptic Curves). In den 1970er Jahren arbeitete er mit Serge Lang an der Yale University. Bald darauf wechselte er an die Cornell University. 1979/80 und 1984/85 war er am Institute for Advanced Study. Er war Anfang der 1980er Jahre Assistant Professor an der Cornell University.
Mit Serge Lang führte er 1975 modulare Einheiten ein als spezielle Einheiten im Ring ganzer Zahlen des Körpers modularer Funktionen.
1976 war er Alfred P. Sloan Research Fellow.

## Schriften
- mit Serge Lang: Modular Units, Grundlehren der mathematischen Wissenschaften 244, Springer Verlag 1981
- mit Serge Lang: Units in the modular function field, Teil 1–3, Mathematische Annalen, Band 218, 1975, S. 67–96, 175–189, 273–285, Teil 4, Mathematische Annalen, Band 227, 1977, S. 223–242, Teil 1, Teil 2, Teil 3, Teil 4
- mit Serge Lang: Stickelberger Ideals, Mathematische Annalen, Band 237, 1978, S. 203–212, Online
- Product formulae on elliptic curves, Invent. Math., Band 117, 1994, S. 227–273, Online